# Ignacio Nepote
Ignacio Nepote né le 30 juin 1997, est un joueur argentin de hockey sur gazon. Il évolue au poste de milieu de terrain à l'Herakles, en Belgique et avec l'équipe nationale argentine.

## Carrière
- U21 de 2015 à 2016
- Débuts en équipe première le 19 février 2022 contre l'Angleterre à Buenos Aires dans le cadre de la Ligue professionnelle 2021-2022[1].

## Palmarès
- : 1er à la coupe d'Amérique des moins de 21 ans en 2016.